# Marco Torlonia
Marco Torlonia (Roma, 2 de julio de 1937- Roma, 5 de diciembre de 2014) fue el hijo de Alessandro Torlonia, 5.º príncipe de Civitella-Cesi, y de la infanta Beatriz, hija del rey Alfonso XIII de España. Era primo hermano del rey Juan Carlos I de España además de ser tío de la princesa Sibila de Luxemburgo, hija de su hermana menor, Olimpia.

## Matrimonios
Se casó en primeras nupcias con Orsetta Caracciolo, de los duques de Melito de los príncipes de Castagneto (17 de mayo de 1940 – 10 de marzo de 1968) desde el 16 de septiembre de 1960 hasta la muerte de ésta. Tuvieron un hijo y dos nietos:
- Giovanni Torlonia, 7º Príncipe de Civitella-Cesi (18 de abril de 1962), que se casó con Carla DeStefanis el 9 de junio de 2001 con el que tuvieron dos hijos:
  - Príncipe Stanislao de Civitella-Cesi (enero de 2005)
  - Princesa Olimpia de Civitella-Cesi (2008)

Se casó en segundas nupcias con Philippa McDonald el 9 de noviembre de 1968 (hasta su divorcio en 1975). Tuvieron una hija:
- Princesa Vittoria Eugenia Carolina Honor Paola Alexandra Maria Torlonia (8 de mayo de 1971). Se casó con Kenneth Lindsay el 20 de diciembre de 1997 del que se divorció. Tuvieron dos hijos. Se casó nuevamente con Stefano Colonna y tuvo dos hijos más. 
  - Josephine Lindsay (1998)
  - Benedict Lindsay (2001)
  - Francesca Colonna (2008)

Su tercer matrimonio fue con Blažena Svitáková el 11 de noviembre de 1985. tuvieron una hija y dos nietos:
- Princesa Catarina Agnese Torlonia (14 de junio de 1974), casada con Stefano d’Albora el 28 de julio de 2000, con dos hijos:
  - Gianpaolo d'Albora (2002)
  - Gianmarco d'Albora (2003)